# Andrea Geremicca
Andrea Geremicca (Napoli, 3 giugno 1933 – Napoli, 5 maggio 2011) è stato un politico italiano.

## Biografia
Politico, giornalista, scrittore e intellettuale, padre del giornalista Federico Geremicca, nipote dell'ex sindaco di Napoli Alberto Geremicca.
A livello locale era stato, negli anni '50 segretario provinciale dell'API e assessore del Comune di Napoli nelle giunte guidate dal sindaco Maurizio Valenzi, mentre già negli anni '60 e '70 era stato segretario cittadino e provinciale del Partito Comunista Italiano.
Nel 2000, insieme a Giorgio Napolitano a cui era legato da stretta amicizia e comune idea politica, ha creato la Fondazione Mezzogiorno Europa di cui era presidente.

## Opere
- Dentro la città: Napoli angoscia e speranza, Napoli, Guida, 1977
- Napoli, una transizione difficile, Napoli, Guida, 1997.